# گمینا کوزوووو
گمینا کوزوووو (به لهستانی:  Gmina Kozłowo) یک گمینا در لهستان است که در شهرستان نگجتسا واقع شده‌است. گمینا کوزوووو ۲۵۴٫۰۱ کیلومتر مربع مساحت و ۶٬۱۴۱ نفر جمعیت دارد.